# Alamogordo
Alamogordo is een plaats (city) in de Amerikaanse staat New Mexico, en valt bestuurlijk gezien onder Otero County. Op de ochtend van 16 juli 1945 brachten Amerikaanse wetenschappers de eerste atoombom tot ontploffing in Alamogordo.

## Demografie
Bij de volkstelling in 2000 werd het aantal inwoners vastgesteld op 35.582.
In 2006 is het aantal inwoners door het United States Census Bureau geschat op 36.069, een stijging van 487 (1,4%).

## Geografie
Volgens het United States Census Bureau beslaat de plaats een oppervlakte van
50,1 km², geheel bestaande uit land.

## Plaatsen in de nabije omgeving
De onderstaande figuur toont nabijgelegen plaatsen in een straal van 24 km rond Alamogordo.

## Atari-computerspelkerkhof
In 2014 werden oude slecht verkochte Atari-games gevonden die in Alamogordo in de jaren 80 waren begraven. Het bestaan van dit gamekerkhof werd lange tijd afgedaan als een verzinsel, maar er werden uiteindelijk dus wel degelijk computerspellen gevonden.